# Michel de l’Hôpital
Michel de l’Hôpital, w polskiej literaturze także Michał de L’Hôpital (ur. 1507 w Chaptuzat, zm. 13 marca 1573 w Boutigny-sur-Essonne) – francuski polityk, od 1560 kanclerz Francji.